# Saint-Denis-les-Ponts
Saint-Denis-les-Ponts is een plaats en voormalige gemeente in het Franse departement Eure-et-Loir in de regio Centre-Val de Loire en telt 1544 inwoners (1999). De plaats maakt deel uit van het arrondissement Châteaudun.

## Geografie
Saint-Denis-les-Ponts is op 1 januari 2019 gefuseerd met de gemeente Lanneray tot de commune nouvelle Saint-Denis-Lanneray. 
De oppervlakte van Saint-Denis-les-Ponts bedraagt 13,7 km², de bevolkingsdichtheid is 112,7 inwoners per km².
De onderstaande kaart toont de ligging van Saint-Denis-les-Ponts met de belangrijkste infrastructuur en aangrenzende gemeenten.

## Demografie
Onderstaande figuur toont het verloop van het inwonertal (bron: INSEE-tellingen).